# Rhombophryne gimmeli
Rhombophryne gimmeli е вид земноводно от семейство Microhylidae.

## Разпространение
Видът е разпространен в Мадагаскар.